# Élections régionales de 2004 en Brandebourg
Les élections régionales de 2004 en Brandebourg (en allemand : Landtagswahl in Brandenburg 2004) se tiennent le 19 septembre 2004, afin d'élire les 88 députés de la 4e législature du Landtag, pour un mandat de cinq ans.
Le scrutin est marqué par la victoire du Parti social-démocrate d'Allemagne, au pouvoir depuis 1990, dont la majorité relative s'érode fortement. Le ministre-président Matthias Platzeck assure sa reconduction en reformant une « grande coalition » avec l'Union chrétienne-démocrate d'Allemagne.

## Mode de scrutin
Le Landtag est constitué de 88 députés (en allemand : Mitglied des Landtags, MdL), élus pour une législature de cinq ans au suffrage universel direct et suivant le scrutin proportionnel de Hare/Niemayer.
Chaque électeur dispose de deux voix : la première (en allemand : Wahlkreisstimme) lui permet de voter pour un candidat de sa circonscription selon les modalités du scrutin uninominal majoritaire à un tour, le Land comptant un total de 44 circonscriptions ; la seconde voix (en allemand : Landesstimme) lui permet de voter en faveur d'une liste de candidats présentée par un parti au niveau du Land.
Lors du dépouillement, l'intégralité des 88 sièges est répartie à la proportionnelle sur la base des secondes voix uniquement, à condition qu'un parti ait remporté 5 % des voix au niveau du Land — sauf le parti représentant la minorité sorabe — ou un mandat au scrutin uninominal. Si un parti a remporté des mandats au scrutin uninominal, ses sièges sont d'abord pourvus par ceux-ci.
Dans le cas où un parti obtient plus de mandats au scrutin uninominal que la proportionnelle ne lui en attribue, la taille du Landtag est augmentée jusqu'à rétablir la proportionnalité.

## Campagne

### Principaux partis
| Parti | Parti                                                                              | Chef de file                             | Résultat en 1999           |
| ----- | ---------------------------------------------------------------------------------- | ---------------------------------------- | -------------------------- |
|       | Parti social-démocrate d'Allemagne Sozialdemokratische Partei Deutschlands         | Matthias Platzeck (Ministre-président)   | 39,3 % des voix 37 députés |
|       | Union chrétienne-démocrate d'Allemagne Christlich Demokratische Union Deutschlands | Jörg Schönbohm (Ministre de l'Intérieur) | 26,6 % des voix 25 députés |
|       | Parti du socialisme démocratique Partei des Demokratischen Sozialismus             | Dagmar Enkelmann                         | 23,3 % des voix 22 députés |
|       | Union populaire allemande Deutsche Volksunion                                      | Liane Hesselbarth                        | 5,3 % des voix 5 députés   |

### Sondages
Pour des raisons techniques, il est temporairement impossible d'afficher le graphique qui aurait dû être présenté ici.

| Institut            | Date       | CDU    | SPD    | Grünen | FDP   | PDS    | DVU   |
| ------------------- | ---------- | ------ | ------ | ------ | ----- | ------ | ----- |
| Institut            | Date       |        |        |        |       |        |       |
| FgW                 | 10/09/2004 | 23 %   | 29 %   | 6 %    | 3 %   | 27 %   | 6 %   |
| Infratest dimap     | 09/09/2004 | 24 %   | 27 %   | 5 %    | 4 %   | 31 %   | 5 %   |
| Forsa               | 07/09/2004 | 23 %   | 28 %   | 4 %    | 2 %   | 35 %   | 4 %   |
| Emnid               | 04/09/2004 | 25 %   | 29 %   | 5 %    | 4 %   | 31 %   | 3 %   |
| Infratest dimap     | 01/09/2004 | 22 %   | 28 %   | 5,5 %  | 4 %   | 34 %   | 3,5 % |
| Forsa               | 24/08/2004 | 22 %   | 27 %   | 4 %    | 3 %   | 36 %   | 4 %   |
| Infratest dimap     | 11/08/2004 | 26 %   | 28 %   | 5 %    | 4 %   | 29 %   | 4 %   |
| Forsa               | 09/08/2004 | 27 %   | 32 %   | 3 %    | 3 %   | 30 %   | –     |
| Usuma               | 29/07/2004 | 36 %   | 31 %   | 6 %    | 4 %   | 22 %   | –     |
| Forsa               | 03/06/2004 | 30 %   | 33 %   | 6 %    | 3 %   | 22 %   | –     |
| Dernières élections | 05/09/1999 | 26,6 % | 39,3 % | 1,9 %  | 1,9 % | 23,3 % | 5,3 % |

## Résultats

### Voix et sièges
|                                   | Parti social-démocrate d'Allemagne (SPD)     | Parti social-démocrate d'Allemagne (SPD)     | 331 547   | 28,59 | 17        | 20            | 372 942   | 31,91 | 16 | 33 | 4             |  |  |  |
|                                   | Parti du socialisme démocratique (PDS)       | Parti du socialisme démocratique (PDS)       | 372 250   | 32,10 | 23        | 18            | 326 801   | 27,96 | 6  | 29 | 7             |  |  |  |
|                                   | Union chrétienne-démocrate d'Allemagne (CDU) | Union chrétienne-démocrate d'Allemagne (CDU) | 259 982   | 22,42 | 4         | 2             | 227 062   | 19,43 | 16 | 20 | 5             |  |  |  |
|                                   | Union populaire allemande (DVU)              | Union populaire allemande (DVU)              | 0         | 0,00  | 0         | en stagnation | 71 041    | 6,08  | 6  | 6  | 1             |  |  |  |
|                                   | Alliance 90 / Les Verts (Grünen)             | Alliance 90 / Les Verts (Grünen)             | 47 560    | 4,10  | 0         | en stagnation | 42 091    | 3,60  | 0  | 0  | en stagnation |  |  |  |
|                                   | Parti libéral-démocrate (FDP)                | Parti libéral-démocrate (FDP)                | 55 544    | 4,79  | 0         | en stagnation | 38 890    | 3,33  | 0  | 0  | en stagnation |  |  |  |
|                                   | Autres                                       | Autres                                       | 92 623    | 7,99  | 0         | en stagnation | 90 082    | 7,71  | 0  | 0  | en stagnation |  |  |  |
|                                   |                                              |                                              |           |       |           |               |           |       |    |    |               |  |  |  |
| Votes valides                     | Votes valides                                | Votes valides                                | 1 159 506 | 97,10 |           |               | 1 168 909 | 97,88 |    |    |               |  |  |  |
| Votes blancs et nuls              | Votes blancs et nuls                         | Votes blancs et nuls                         | 34 686    | 2,90  | 25 283    | 2,12          |           |       |    |    |               |  |  |  |
| Total                             | Total                                        | Total                                        | 1 194 192 | 100   | 44        | -             | 1 194 192 | 100   | 44 | 88 | 1             |  |  |  |
| Abstentions                       | Abstentions                                  | Abstentions                                  | 922 953   | 43,59 |           |               | 922 953   | 43,59 |    |    |               |  |  |  |
| Nombre d'inscrits / participation | Nombre d'inscrits / participation            | Nombre d'inscrits / participation            | 2 117 147 | 56,41 | 2 117 147 | 56,41         |           |       |    |    |               |  |  |  |